# Draft WNBA 1998
1997 1999
La draft WNBA 1998 est la cérémonie annuelle de la draft WNBA lors de laquelle les franchises de la WNBA choisissent les joueuses dont elles pourront négocier les droits d’engagement.
Le choix s'opère dans un ordre déterminé par le classement de la saison précédente, les équipes les plus mal classés obtenant les premiers choix. Sont éligibles les joueuses américaines ou scolarisées aux États-Unis allant avoir 22 ans dans l'année calendaire de la draft, ou diplômées ou ayant entamé des études universitaires quatre ans auparavant. Les joueuses « internationales » (ni nées ni ne résidant aux États-Unis) sont éligibles si elles atteignent 20 ans dans l'année suivant la draft.
La draft 1998 est organisée en plusieurs étapes. Tout d’abord, le 27 janvier 1998, une première sélection de quatre joueuses s’opère pour les deux nouvelles franchises intégrant la WNBA. Le 18 février 1998, une draft d’expansion est organisée pour constituer les effectifs du Shock de Détroit et les Mystics de Washington. 
La draft régulière a lieu le 28 avril 1998 à Secaucus, dans l’État du New Jersey, dans les studios de NBA Entertainment. Les Starzz de l’Utah obtiennent le premier choix de la draft 1998. Les Monarchs de Sacramento obtiennent le deuxième choix. Les Mystics de Washington obtiennent le troisième choix. Le premier choix de la draft est Małgorzata Dydek.
Le troisième tour présente la particularité de la sélection de deux sœurs, les bulgares Albena  (29e choix par le Liberty de New York)et Gergana Branzova (24e choix par le Shock de Détroit)

## Sélection des joueuses
| Rang | Joueuse                       | Nationalité        | Équipe WNBA           | Université/club                                         |
| ---- | ----------------------------- | ------------------ | --------------------- | ------------------------------------------------------- |
| 1    | Cindy Brown                   | États-Unis         | Shock de Détroit      | Long Beach State (en provenance des Seattle Reign, ABL) |
| 2    | Razija Mujanovic              | Bosnie-Herzégovine | Shock de Détroit      | Bosnie-Herzégovine                                      |
| 3    | Nikki McCray                  | États-Unis         | Mystics de Washington | Tennessee (en provenance des Columbus Quest, ABL)       |
| 4    | Alessandra Santos de Oliveira | Brésil             | Mystics de Washington | Brésil                                                  |

| Rang | Joueuse         | Nationalité | Équipe WNBA           | Université/club        |
| ---- | --------------- | ----------- | --------------------- | ---------------------- |
| 1    | Rhonda Blades   | États-Unis  | Shock de Détroit      | Liberty de New York    |
| 2    | Heidi Burge     | États-Unis  | Mystics de Washington | Sparks de Los Angeles  |
| 3    | Tajama Abraham  | États-Unis  | Shock de Détroit      | Monarchs de Sacramento |
| 4    | Penny Moore     | États-Unis  | Mystics de Washington | Sting de Charlotte     |
| 5    | Tara Williams   | États-Unis  | Shock de Détroit      | Mercury de Phoenix     |
| 6    | Deborah Carter  | États-Unis  | Mystics de Washington | Starzz de l'Utah       |
| 7    | Lynette Woodard | États-Unis  | Shock de Détroit      | Rockers de Cleveland   |
| 8    | Tammy Jackson   | États-Unis  | Mystics de Washington | Comets de Houston      |

| Rang | Joueuse          | Nationalité | Équipe WNBA            | Université/club |
| ---- | ---------------- | ----------- | ---------------------- | --------------- |
| 1    | Małgorzata Dydek | Pologne     | Starzz de l'Utah       | Pologne         |
| 2    | Ticha Penicheiro | Portugal    | Monarchs de Sacramento | Old Dominion    |
| 3    | Murriel Page     | États-Unis  | Mystics de Washington  | Florida         |
| 4    | Korie Hlede      | États-Unis  | Shock de Détroit       | Duquesne        |
| 5    | Allison Feaster  | États-Unis  | Sparks de Los Angeles  | Harvard         |
| 6    | Cindy Blodgett   | États-Unis  | Rockers de Cleveland   | Maine           |
| 7    | Tracy Reid       | États-Unis  | Sting de Charlotte     | North Carolina  |
| 8    | Maria Stepanova  | Russie      | Mercury de Phoenix     | Russie          |
| 9    | Alicia Thompson  | États-Unis  | Liberty de New York    | Texas Tech      |
| 10   | Polina Tzekova   | Bulgarie    | Comets de Houston      | Bulgarie        |

| Rang | Joueuse               | Nationalité | Équipe WNBA            | Université/club |
| ---- | --------------------- | ----------- | ---------------------- | --------------- |
| 11   | Olympia Scott         | États-Unis  | Starzz de l'Utah       | Stanford        |
| 12   | Tangela Smith         | États-Unis  | Monarchs de Sacramento | Iowa            |
| 13   | Rita Williams         | États-Unis  | Mystics de Washington  | Connecticut     |
| 14   | Rachael Sporn         | Australie   | Shock de Détroit       | Australie       |
| 15   | Octavia Blue          | États-Unis  | Sparks de Los Angeles  | Miami           |
| 16   | Suzie McConnell Serio | États-Unis  | Rockers de Cleveland   | Penn State      |
| 17   | Christy Smith         | États-Unis  | Sting de Charlotte     | Arkansas        |
| 18   | Andrea Kuklova        | Slovaquie   | Mercury de Phoenix     | Slovaquie       |
| 19   | Nadine Domond         | États-Unis  | Liberty de New York    | Iowa            |
| 20   | Nyree Roberts         | États-Unis  | Comets de Houston      | Old Dominion    |

| Rang | Joueuse          | Nationalité | Équipe WNBA            | Université/club       |
| ---- | ---------------- | ----------- | ---------------------- | --------------------- |
| 21   | LaTonya Johnson  | États-Unis  | Starzz de l'Utah       | Memphis               |
| 22   | Quacy Barnes     | États-Unis  | Monarchs de Sacramento | Indiana               |
| 23   | Angela Hamblin   | États-Unis  | Mystics de Washington  | Iowa                  |
| 24   | Gergana Branzova | Hongrie     | Shock de Détroit       | Florida International |
| 25   | Rehema Stephens  | États-Unis  | Sparks de Los Angeles  | UCLA                  |
| 26   | Tanja Kostic     | Suède       | Rockers de Cleveland   | Oregon State          |
| 27   | Pollyanna Johns  | États-Unis  | Sting de Charlotte     | Michigan              |
| 28   | Brandy Reed      | États-Unis  | Mercury de Phoenix     | Southern Mississippi  |
| 29   | Albena Branzova  | Hongrie     | Liberty de New York    | Florida International |
| 30   | Amaya Valdemoro  | Espagne     | Comets de Houston      | Espagne               |

| Rang | Joueuse            | Nationalité | Équipe WNBA            | Université/club                          |
| ---- | ------------------ | ----------- | ---------------------- | ---------------------------------------- |
| 31   | Tricia Bader       | États-Unis  | Starzz de l'Utah       | Boise State                              |
| 32   | Adia Barnes        | États-Unis  | Monarchs de Sacramento | Arizona                                  |
| 33   | Angela Jackson     | États-Unis  | Mystics de Washington  | Texas                                    |
| 34   | Sandy Brondello    | Australie   | Shock de Détroit       | Australie                                |
| 35   | Erica Kienast      | États-Unis  | Sparks de Los Angeles  | Université de Californie à Santa Barbara |
| 36   | Tammye Jenkins     | États-Unis  | Rockers de Cleveland   | Georgia                                  |
| 37   | Sonia Chase        | États-Unis  | Sting de Charlotte     | Maryland                                 |
| 38   | Karen Wilkins      | États-Unis  | Mercury de Phoenix     | Howard                                   |
| 39   | Vanessa Nygaard    | États-Unis  | Liberty de New York    | Stanford                                 |
| 40   | Monica Lamb-Lattin | États-Unis  | Comets de Houston      | Southern California                      |